# Condado de Light
O Condado de Light é um dos 49 condados da Austrália do Sul. Foi proclamado pelo Governador George Grey na década de 1840 e nomeado pelo coronel William Light, o primeiro topógrafo geral da Austrália do Sul. Abrange a região moderna do Barossa Valley incluindo grande parte do norte Mt Lofty Ranges. É delimitado pela parte superior pelo rio Wakefield no norte, o caminho aproximado de Estrada de Horrocks no oeste, e o rio Light no sul.

## Hundreds
O Condado de Light é dividido nos seguintes hundreds:
- Hundred de Belvidere
- Hundred de Gilbert
- Hundred de Julia Creek
- Hundred de Kapunda
- Hundred de Light
- Hundred de Moorooroo
- Hundred de Nuriootpa
- Hundred de Saddleworth
- Hundred de Waterloo